# Angelina Cabras
Angelina Cabras (Oristano, 23 dicembre 1898 – Cagliari, 1993) è stata una matematica italiana.

## Biografia
Dopo aver conseguito la laurea in Matematica presso l'Università di Torino nel 1924 e in Fisica, tre anni più tardi, presso l'Università di Cagliari insegnò per alcuni anni in diverse scuole superiori, tra cui l'Istituto Tecnico Industriale di Cagliari. Fu quindi assistente di Fisica matematica presso l'Università di Cagliari, ma lasciò il posto nel 1931 dopo aver ottenuto la cattedra di ruolo presso l'Istituto industriale di Intra. Nello stesso anno conseguì la libera docenza in Meccanica razionale. Insegnò Istituzioni di Matematiche e Meccanica razionale (dal 1941 al 1946) presso l'Università di Cagliari.
Nella sua carriera si occupò della teoria matematica della misura delle induttanze, di relatività e di meccanica del corpo rigido in spazi non euclidei ad n dimensioni.